# Tímea Babos
Tímea Babos (Sopron, 10 maggio 1993) è una tennista ungherese.
Ottima doppista, in carriera ha vinto ventiquattro titoli WTA, tra cui quattro prove del Grande Slam, tutti vinti in coppia con la francese Kristina Mladenovic: Australian Open 2018 e 2020, Open di Francia 2019 e 2020, insieme ad un titolo WTA 125s. Si è aggiudicata anche tre WTA Finals consecutivamente. Inoltre, in tale disciplina raggiunge la vetta del ranking mondiale per la prima volta il 16 luglio 2018. Nel doppio misto, invece, ha raggiunto la finale a Wimbledon 2015 e agli Australian Open 2018.
In singolare si è aggiudicata quattro titoli WTA, vinti tra il 2012 e il 2018, e 15 titoli ITF. Per quanto riguarda la classifica, entra nella top 30 il 19 settembre 2016, issandosi al 25º posto, suo best ranking. Il suo miglior risultato Slam è il terzo turno raggiunto agli US Open 2016.

## Biografia
I suoi genitori si chiamano Csaba e Zsuzsanna; ha una sorella di nome Susie. Ha impugnato per la prima volta una racchetta all'età di 8 anni, sviluppando nel tempo un gioco aggressivo, efficace soprattutto sul cemento.

## Carriera

### Junior
Nel 2009 all'open di Francia - Doppio ragazze perde in finale con Heather Watson contro Elena Bogdan e Noppawan Lertcheewakarn, mentre a Wimbledon raggiunge la semifinale. Nel 2010 viene sconfitta in finale al Australian Open - Doppio ragazze, in coppia con Gabriela Dabrowski, da Jana Čepelová e Chantal Škamlová con il punteggio di 7-6(1), 6-2. Giocando in coppia con la Stephens vince l'Open di Francia 2010 - Doppio ragazze con un punteggio di 6–2, 6–3 sconfiggendo Lara Arruabarrena-Vecino e María-Teresa Torro-Flor.
Vince poi sempre in coppia con Sloane Stephens il doppio ragazze al Torneo di Wimbledon 2010 battendo in finale Irina Chromačëva e Elina Svitolina e all'US Open 2010, dove avrebbero dovuto sfidare in finale la coppia composta da An-Sophie Mestach e Silvia Njirić ma le avversarie si sono ritirate dalla competizione.

### 2009
Esordisce nel circuito ITF nel 2009, all'età di 16 anni e subito raggiunge la finale del torneo ITF di Bournemouth; nel doppio vince il torneo con Stephanie Cornish, in seguito al forfait dell'altra coppia finalista. Al successivo torneo ITF di Edimburgo vince il primo titolo ITF in singolare, sconfiggendo in finale Naomi Broady, mentre in doppio si ferma in semifinale. Al torneo ITF di Felixstowe perde la finale in singolare contro Anna Smith, mentre in doppio raggiunge la semifinale. Ad inizio novembre vince il secondo titolo in singolare al torneo ITF di Sunderland battendo Matea Mezak. In seguito al successivo torneo di Jersey perde la finale sia in singolare che in doppio.

### 2010

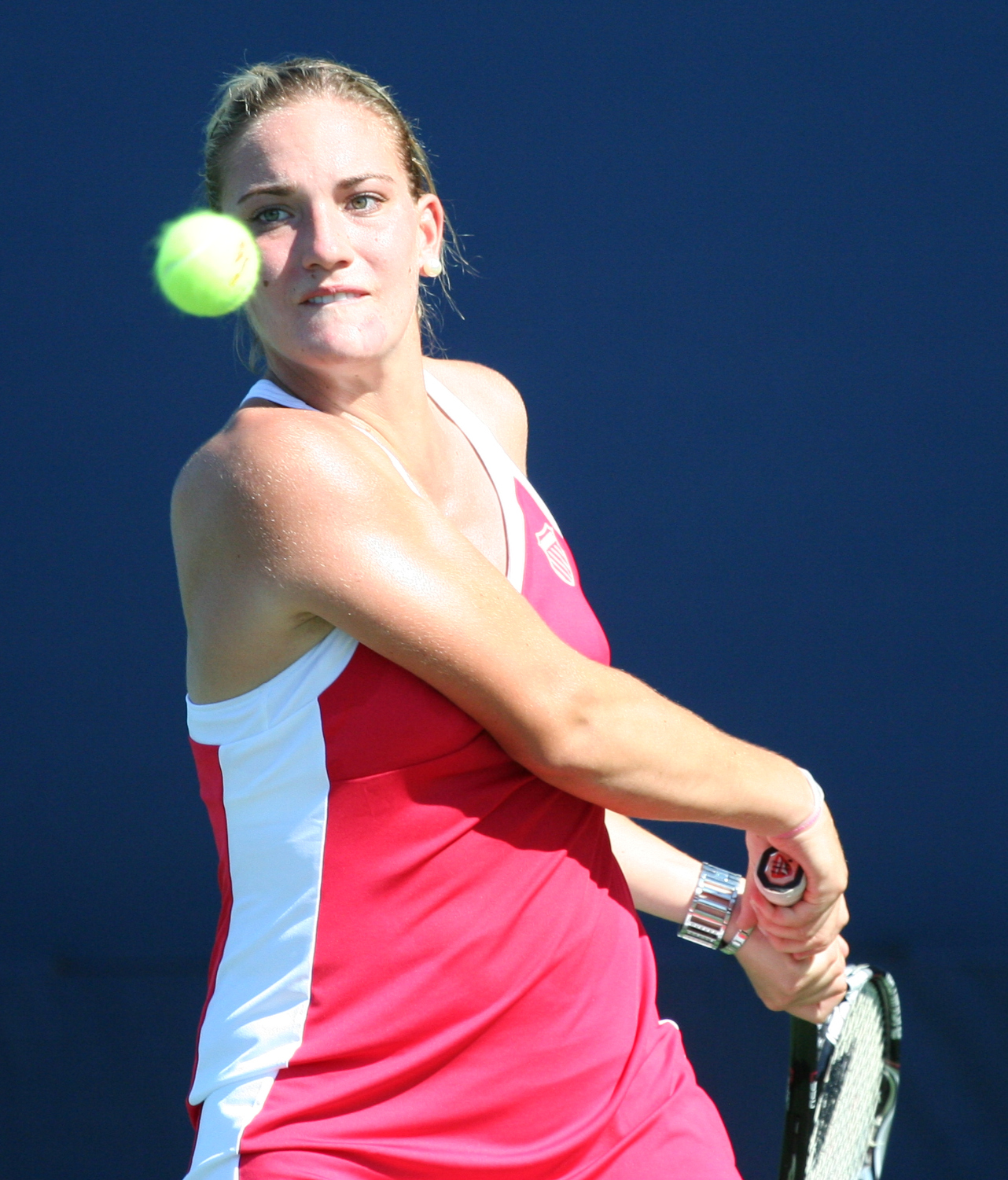
Tímea Babos nel 2010

L'anno inizia con la finale persa in doppio al torneo ITF di Burnie con Anna Arina Marenko. A maggio partecipa ancora al torneo ITF di Edimburgo, dove vince il titolo ITF in singolare, mentre in doppio si ferma in finale. Al torneo ITF di Budapest perde in finale contro Mathilde Johansson. A luglio debutta in un torneo WTA a Budapest, perdendo al primo turno contro Timea Bacsinszky. In seguito al torneo ITF di Woking vince il titolo in singolare e anche in doppio con Emma Laine; mentre al torneo ITF di Kalgoorlie perde la finale di doppio con Monika Wejnert. A metà novembre vince il terzo titolo ITF in doppio a Wellington in coppia con Tammi Patterson. Con Melanie South vince il titolo in doppio anche al torneo ITF di Traralgon. Chiude l'anno con la vittoria in singolare e in doppio al torneo ITF di Bendigo.

### 2011
Dopo le gare di Fed Cup, incomincia l'anno tentando la qualificazione al torneo WTA di Monterrey. In seguito a metà marzo torna a vincere in doppio, al torneo ITF di Irapuato con Johanna Konta. Ottiene il medesimo risultato anche al successivo torneo ITF di Indian Harbour Beach. Vince poi il sesto titolo ITF in singolare ad Astana, battendo in finale Tadeja Majeric. A Kristinehamn perde in semifinale in singolare, mentre in doppio viene battuta in finale in coppia con Ksenia Lykina. Torna invece a vincere in singolare al torneo ITF di Stoccarda. Partecipa nuovamente al torneo WTA di Budapest, raggiungendo il secondo turno in singolare. A La Coruna perde in semifinale in singolare, mentre vince il titolo ITF in doppio con Victoria Larriere. A fine agosto non si qualifica agli US Open e poi perde la finale di doppio a Mestre con Magda Linette. Raggiunge poi la semifinale in doppio al torneo di Troy e a quello di Rock Hill. Al torneo ITF di Saguenay vince il titolo ITF in singolare e perde la finale nel doppio. A Bratislava si è fermato in semifinale. Chiude l'anno vincendo il torneo ITF di Helsinki in singolare, mentre in doppio perde la finale con Irina Buryachok.

### 2012

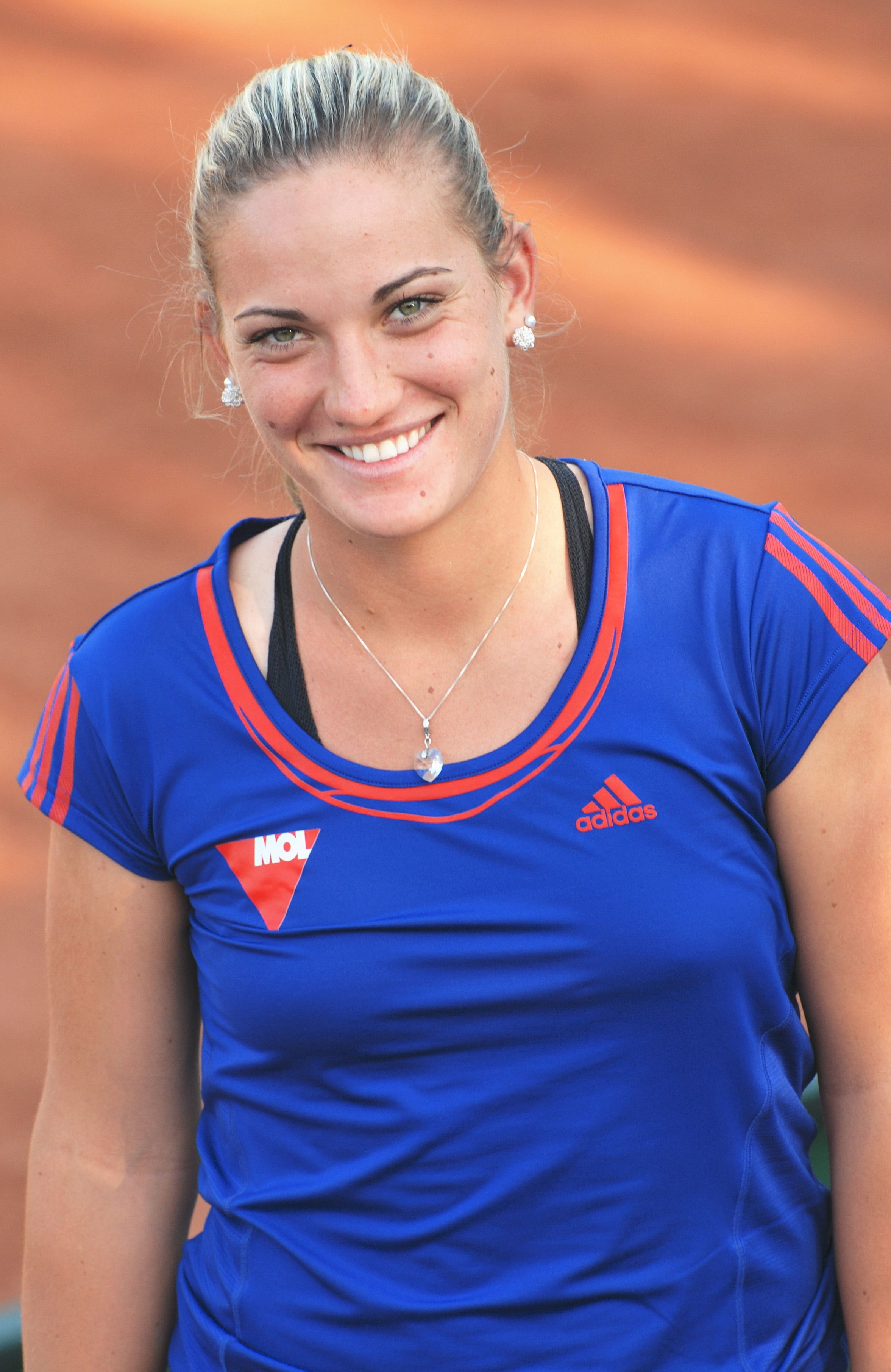
Tímea Babos nel 2012

L'anno inizia con il torneo ITF di Quanzhou, dove raggiunge la finale, perdendo poi contro Kimiko Date-Krumm. Partecipa alle qualificazioni degli Australian Open ma perde al secondo turno. Dopo gli incontri di Fed Cup, a febbraio si mette in mostra arrivando fino alla semifinale del torneo di Bogotá. Nei primi turni elimina la wild-card locale Yuliana Lizarazo, la testa di serie numero 3 Romina Oprandi e la kazaka Jaroslava Švedova prima di essere battuta in semifinale dalla russa Aleksandra Panova; anche in doppio, con Valeria Savinykh, si ferma in semifinale. La settimana successiva vince il torneo di Monterrey battendo in finale Alexandra Cadanțu con il punteggio di 6-4, 6-4. Il mese di marzo comincia con una semifinale al torneo ITF di Irapuato; poi partecipa al torneo WTA di Copenaghen, dove perde al secondo turno. Alla fine di aprile, raggiunge la semifinale in doppio, con Mandy Minella, al torneo WTA di Fes, mentre a Budapest non supera il primo turno. Al torneo di Strasburgo raggiunge un'altra semifinale in doppio con Hsieh Su-Wei, mentre al Roland Garros si ferma al primo turno in singolare e al secondo turno in doppio con Hsieh Su-Wei. Vince il suo primo titolo WTA nel doppio a Birmingham, sempre con Hsieh Su-Wei. Dopo un primo turno ad Eastbourne, al torneo di Wimbledon, ottiene il secondo turno in singolare e il primo turno in doppio. Alle Olimpiadi di Londra ottiene i medesimi risultati. Ad agosto partecipa al torneo di Montreal, perdendo subito al primo turno sia in doppio che in singolare. A Cincinnati si ferma al secondo turno, mentre a New Haven perde subito al primo turno. Agli US Open si ferma al primo turno in entrambi i tabelloni. Chiude l'anno con un primo turno in doppio ai tornei di Guangzhou e Pechino.

### 2013

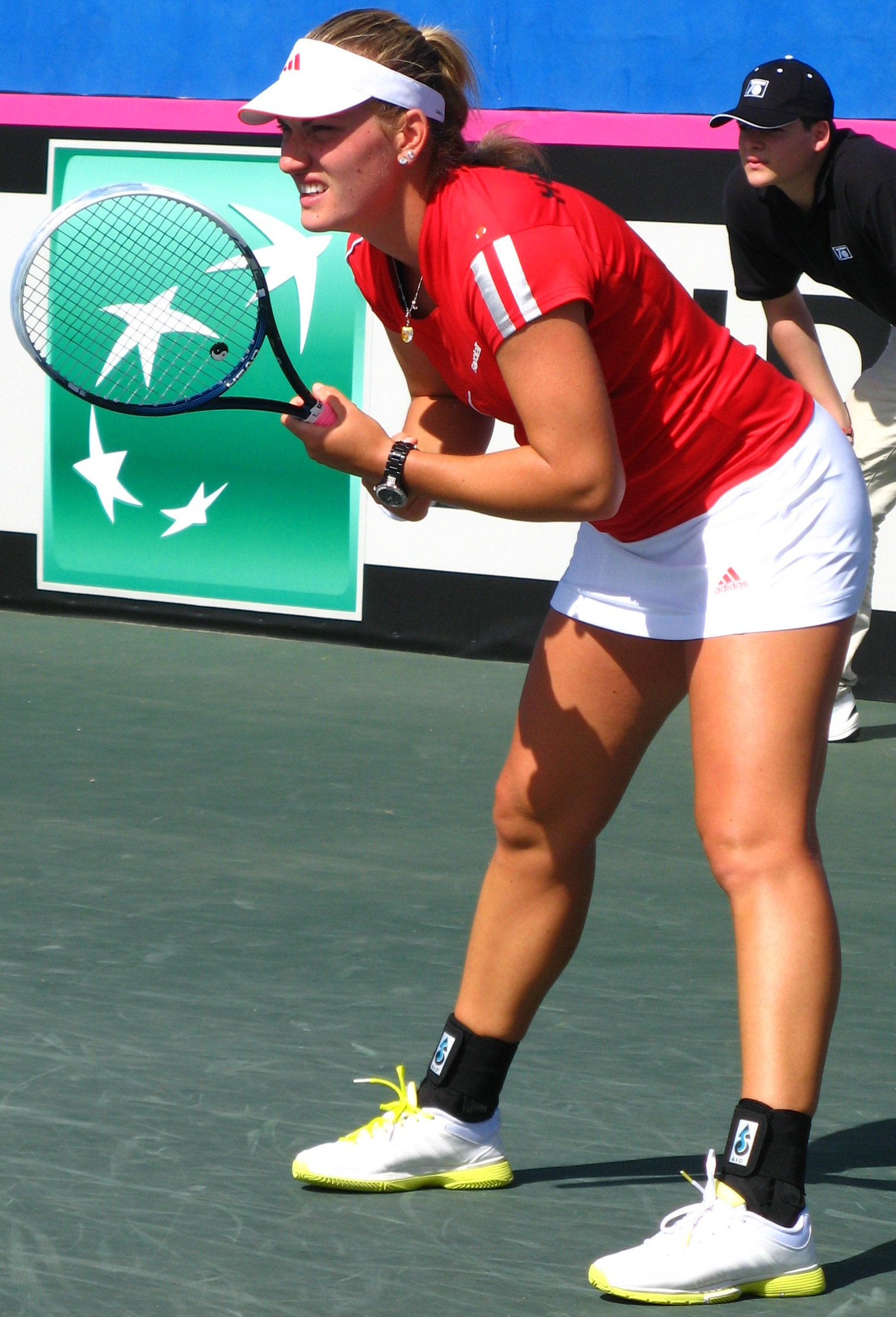
Tímea Babos nel 2013

Debutta ad inizio anno al torneo di Shenzhen, dove perde però subito al primo turno. Al successivo torneo di Hobart, perde in finale, nel doppio, con Mandy Minella, mentre nello slam australiano si ferma al primo turno sia in singolare che in doppio. Dopo aver partecipato alla Fed Cup, vince in doppio con Mandy Minella il torneo di Bogotà e raggiunge sempre in doppio la semifinale al torneo di Florianopolis; in singolare si ferma ai quarti. Il mese di aprile inizia con la vittoria al torneo di Monterrey, in doppio con Kimiko Date-Krumm, mentre in singolare perde ai quarti. Al torneo di Marrakech poi vince il titolo in doppio con Mandy Minella. In seguito partecipa al torneo ITF di Johannesburg e vince il titolo battendo in finale Chanel Simmonds. Al Roland Garros partecipa solo in doppio, dove perde subito al primo turno con Mandy Minella, mentre a Wimbledon perde al primo turno in entrambi i tabelloni. A luglio raggiunge i quarti al torneo di Budapest e poi perde la finale del torneo ITF di Donetsk. Al successivo torneo WTA 125k di Suzhou si ferma in semifinale in singolare, mentre vince il titolo in doppio con Michaella Krajicek. Agli US Open  perde al primo turno in singolare, mentre si ferma al secondo turno in doppio con Francesca Schiavone. In seguito ottiene un altro titolo in doppio, al torneo di Tashkent con Yaroslava Shvedova e si ferma ai quarti, in doppio, al torneo di Guangzhou. A metà ottobre raggiunge la semifinale al torneo ITF di Saguenay e chiude l'anno con la sconfitta in finale al torneo ITF di Toronto.

### 2014

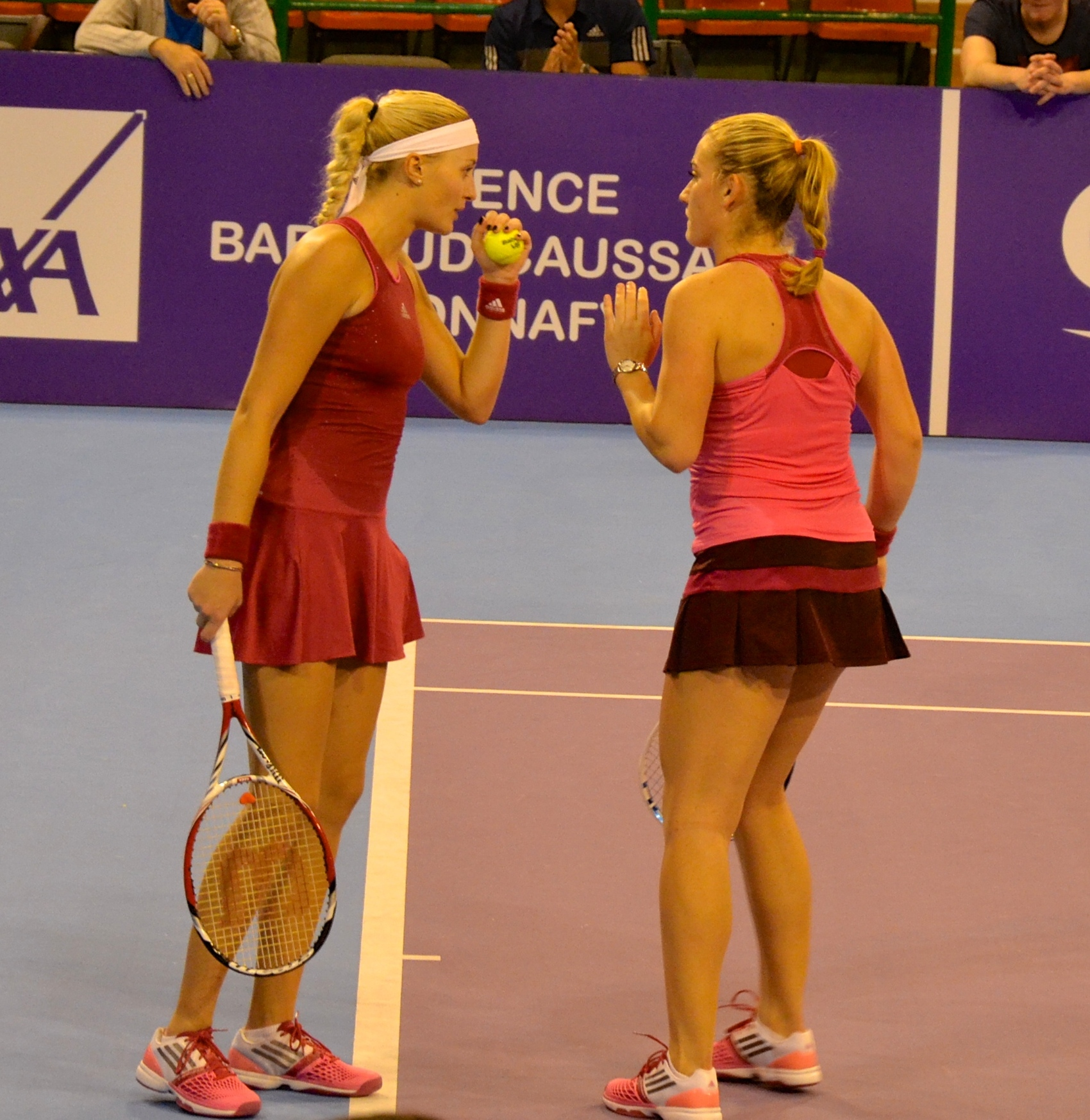
Tímea Babos insieme a Mladenovic nel 2014

L'anno inizia con il torneo di Shenzhen, dove si ferma al primo turno in singolare e ai quarti in doppio. In seguito nel doppio vince la finale di Sydney in coppia con Lucie Šafářová battendo in finale la favorita coppia italiana Sara Errani e Roberta Vinci. Agli Australian Open si ferma al primo turno in singolare, mentre in doppio raggiunge il terzo turno con Petra Martic. A Parigi perde invece una finale ancora nel doppio in coppia con Kristina Mladenovic battute dal duo Anna-Lena Grönefeld e Květa Peschke. Ad inizio aprile raggiunge un'altra finale in doppio con Olga Govortsova al torneo di Monterrey; mentre al successivo torneo di Kuala Lumpur, in coppia con Chan Hao-Ching, vince il torneo nel doppio. In singolare partecipa ancora ai tornei ITF, e ad inizio maggio vince il titolo al torneo di Gifu e poi raggiunge la semifinale al torneo ITF di Praga. Al Roland Garros partecipa solo in doppio con Varvara Lepchenko ma perdono subito al primo turno. A Wimbledon, in singolare, perde subito al primo turno, mentre in doppio, in coppia con Kristina Mladenovic, viene sconfitta soltanto in finale dalla coppia italiana Sara Errani e Roberta Vinci per 6-1 6-3, al termine di un sorprendente torneo. Sempre in coppia con Kristina Mladenovic perde la finale del torneo di Cincinnati. Nell'ultimo slam stagionale si ferma al primo turno, sia in singolare che in doppio. Al successivo torneo di Quebec City, raggiunge la semifinale in doppio. A metà ottobre vince il suo ultimo titolo ITF fino ad ora in singolare al torneo di Poitiers. Chiude l'anno, ad inizio novembre, quando perde la finale del torneo WTA 125s di Limoges con Kristina Mladenovic.

### 2015

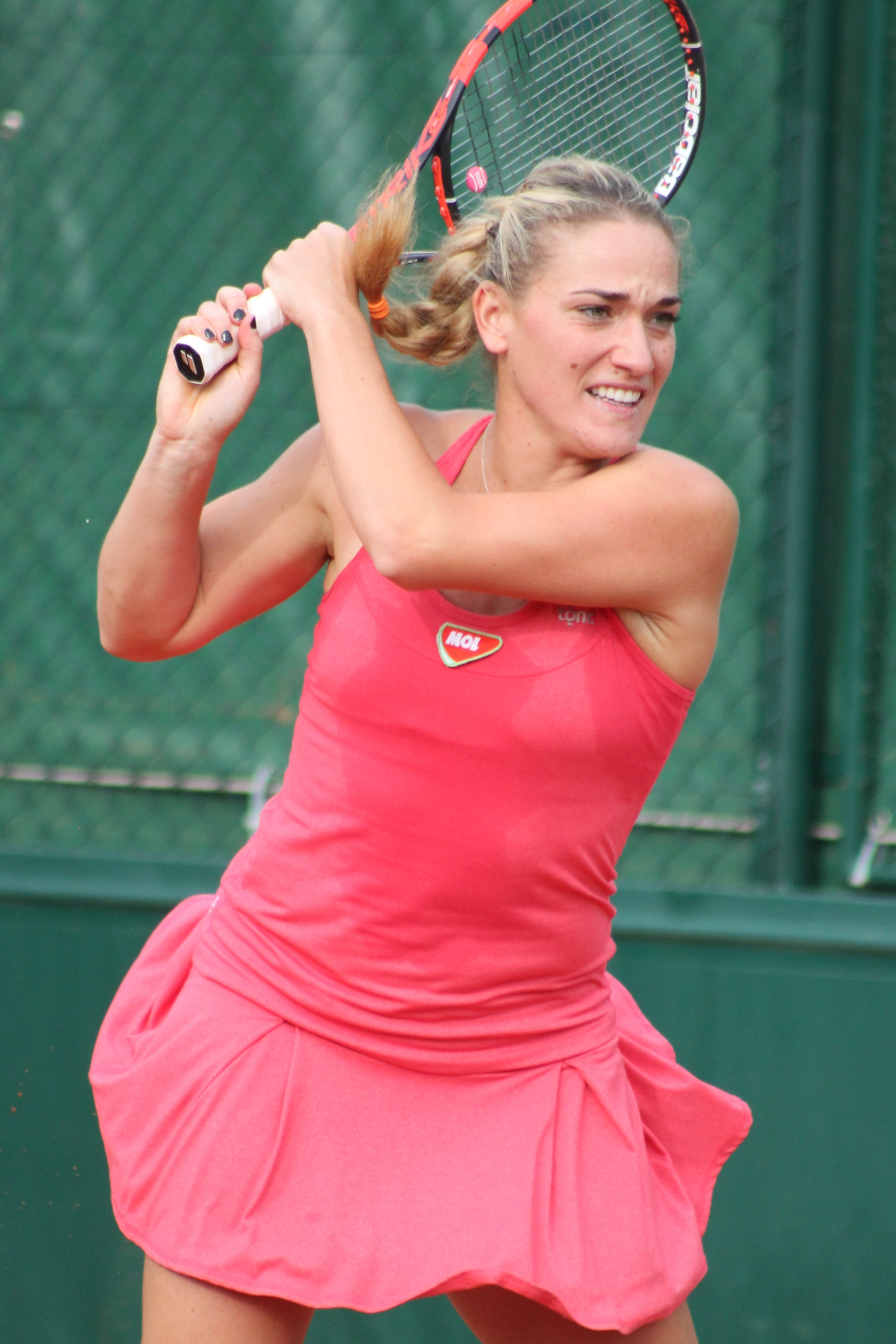
Tímea Babos nel 2015

L'anno parte con un secondo turno al torneo di Shenzhen. Al torneo di Sydney si ferma ai quarti in singolare, mentre in doppio perde in semifinale. Nello slam australiano perde al primo turno in singolare, mentre in doppio si ferma al secondo turno con Kristina Mladenovic. Dopo la Fed Cup, partecipa al torneo di Dubai dove vince il titolo WTA in doppio, mentre a Miami raggiunge la semifinale sempre in doppio. Ad inizio maggio raggiunge la finale nel torneo di Marrakech, eliminando nell'ordine: Mona Barthel (6-4 6-0), Teliana Pereira (6-0 6(5)–7 6-4), Flavia Pennetta (6-2 5-7 7-5), Kristina Mladenovic (6-4 6-4). In finale viene battuta dall'ucraina Elina Svitolina, in 2 set tirati. Nel doppio invece vince il titolo con Kristina Mladenovic. Nel torneo di Roma vince il titolo in doppio, mentre al Roland Garros si ferma al primo turno in singolare e al secondo turno in doppio. A s'Hertogenbosch raggiunge la semifinale in doppio. Nello slam inglese ottiene un secondo turno in singolare, mentre in doppio raggiunge la semifinale sempre con Kristina Mladenovic. Nel doppio misto centra una finale in coppia con Alexander Peya, perdendo però contro Leander Paes e Martina Hingis. Agli US Open in singolare perde subito, mentre in doppio raggiunge il terzo turno in coppia con Kristina Mladenovic. Al torneo di Tianjin raggiunge i quarti in singolare. In doppio si qualifica alle WTA Finals con Kristina Mladenovic, ma non superano il round robin. Chiude l'anno vincendo il torneo WTA 125s di Taipei in singolare.

### 2016
L'anno inizia con la semifinale raggiunta al torneo di Shenzhen, dove perde contro Alison Riske per 2-6 4-6. Agli Australian Open si ferma al secondo turno sia in singolare che in doppio con Katarina Srebotnik. A metà febbraio raggiunge la semifinale in doppio al torneo di Dubai con Julia Georges. Ad Indian Wells raggiunge la semifinale in doppio con Yaroslava Shvedova e al torneo di Miami raggiunge la finale di doppio con Jaroslava Švedova, ma vengono sconfitte dalla coppia Bethanie Mattek-Sands/Lucie Šafářová per 3-6 4-6. Verso la fine di aprile si ferma in semifinale al torneo di Rabat, perdendo contro Timea Bacsinszky per 4-6 5-7. Al Roland Garros raggiunge il secondo turno in singolare, mentre in doppio si ferma al secondo turno con Yaroslava Shvedova. Sull'erba ottiene la semifinale in doppio al torneo di Eastbourne e poi al torneo di Wimbledon si ferma al secondo turno in singolare, mentre in doppio raggiunge la finale con Yaroslava Shvedova dove vengono sconfitte dalle Sorelle Williams per 3-6 4-6. Nel torneo brasiliano di Florianopolis raggiunge la finale sia in singolare che in doppio perdendo in entrambi i casi. In singolare viene sconfitta da Irina-Camelia Begu per 6-2 4-6 3-6; mentre in doppio, in coppia con la connazionale Réka Luca Jani, viene estromessa dalle sorelle Nadežda Kičenok/Ljudmyla Kičenok per 3-6 1-6. Rappresenta il suo Paese alle Olimpiadi di Rio, dove esce al primo turno per mano di Petra Kvitová (1-6 2-6); mentre in doppio, in coppia con Réka Luca Jani, viene sconfitta da Raluca Olaru/Andreea Mitu per 3-6 4-6. Dopo aver raggiunto la semifinale in doppio al torneo di New Haven, nell'ultimo slam, gli US Open, perde nel terzo turno in singolare e anche in doppio si ferma al terzo turno con Yaroslava Shvedova. Nel doppio misto, con Eric Butorac, perde al secondo turno. A novembre chiude l'anno partecipando al WTA Elite Trophy in singolare, dove perde tutte e due le partite del girone; in doppio invece si qualifica alle WTA Finals ma perde subito nei quarti.

### 2017: vittoria alle WTA Finals, 6 tornei e Top 10 in doppio; 3º torneo in singolare

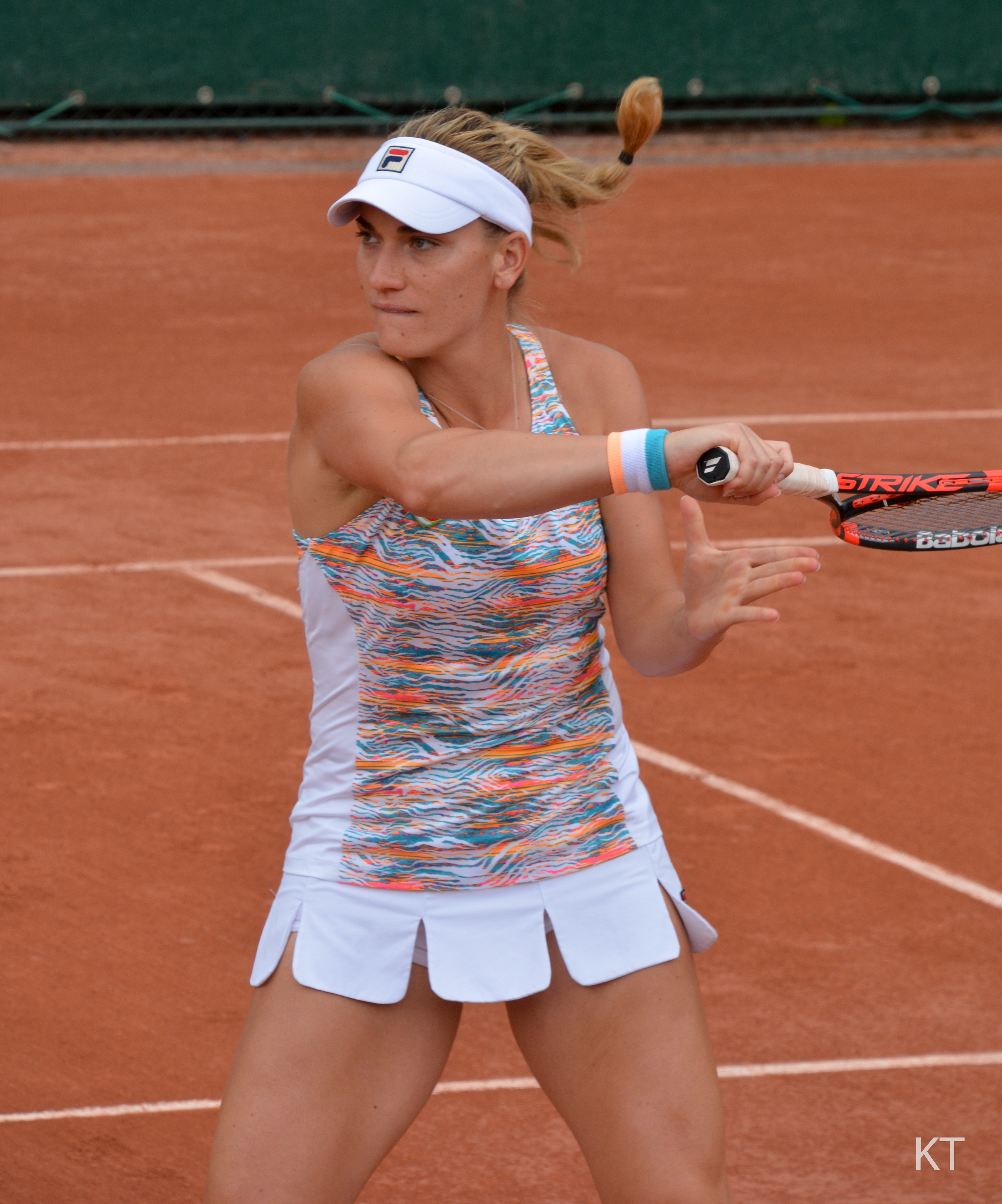
Tímea Babos nel 2017

Anche quest'anno parte con il torneo di Shenzhen, dove perde subito al primo turno. A Sydney torna a vincere in doppio con Anastasia Pavlyuchenkova battendo in finale Sania Mirza/Barbora Strýcová con un doppio 6-4. Nel primo slam si ferma al primo turno in singolare e al terzo turno in doppio con Anastasia Pavlyuchenkova. A metà febbraio, al torneo di Budapest, si ferma in semifinale in doppio, mentre in singolare vince il titolo superando Lucie Šafářová per 6(4)-7 6-4 6-3. A metà aprile ottiene un'altra semifinale in doppio al torneo di Istanbul e poi al torneo di Rabat vince il titolo in doppio con Andrea Hlaváčková superando la coppia Nina Stojanović/Maryna Zanevs'ka per 10-5 nel super tie-break. A Madrid invece raggiunge la finale in doppio con Andrea Hlaváčková, ma perde contro la coppia Chan Yung-Jan e Martina Hingis. Sulla terra rosa continua con il torneo di Roma, dove perde in semifinale nel doppio, mentre al Roland Garros perde al primo turno in singolare e al secondo turno in doppio. A metà giugno raggiunge la semifinale in doppio anche al torneo di Eastbourne; al torneo di Wimbledon perde al primo turno in singolare mentre raggiunge il terzo turno in doppio con Andrea Hlaváčková. Nel doppio misto perde ai quarti con Bruno Soares. Ad inizio settembre al torneo di Quebec City perde in finale in singolare da Alison Van Uytvanck (7-5 4-6 1-6), mentre in doppio vince il titolo con Andrea Hlaváčková, superando il duo canadese Bianca Andreescu/Carson Branstine nettamente per 6-3 6-1. Al successivo torneo di Tashkent replica, perdendo in finale in singolare da Kateryna Bondarenko (4-6 4-6) e vincendo il titolo in doppio, sempre con la ceca, estromettendo la coppia Nao Hibino/Oksana Kalašnikova per 7-5 6-4. In seguito raggiunge la finale in doppio al torneo di Pechino con Andrea Hlaváčková venendo eliminate dalla coppia Chan Yung Jan/Martina Hingis per 1-6 4-6, e vince il titolo in doppio al torneo di Mosca, eliminando il duo Nicole Melichar/Anna Smith per 10-3 nel super tie-break. Il ranking raggiunto (7ª posizione) le permette di disputare l'ultimo torneo dell'anno, le WTA Finals. In coppia con la ceca estromette in finale il duo Kiki Bertens/Johanna Larsson per 4-6 6-4 [10-5].

### 2018: vittoria agli Australian Open, n° 1 del mondo e 18º torneo in doppio; 4º torneo in singolare

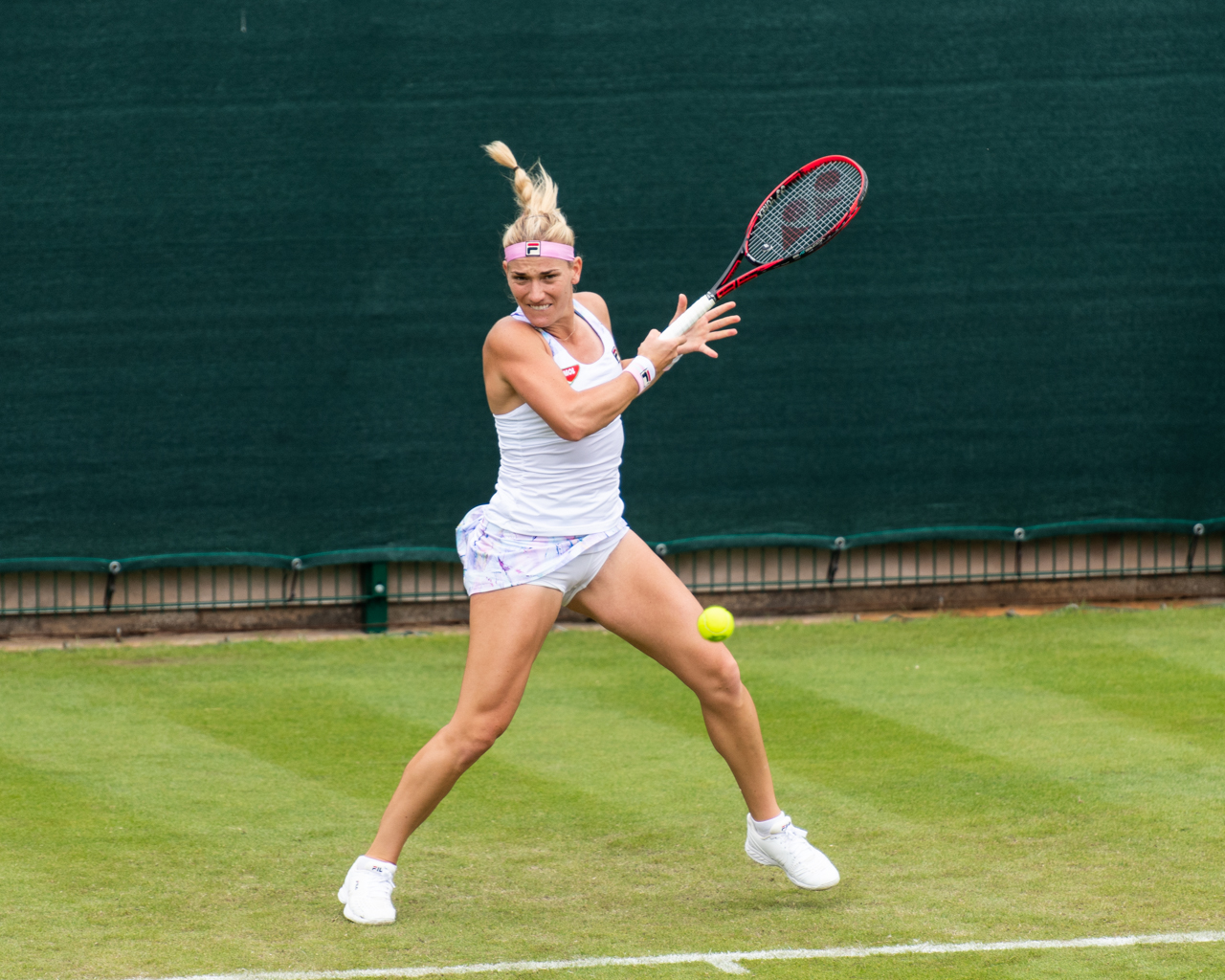
Tímea Babos nel 2018

Il nuovo anno comincia con il torneo di Shenzhen, dove si ferma ai quarti in singolare. In seguito agli Australian Open si ferma al secondo turno in singolare, mentre in doppio vince il suo primo torneo Slam, in coppia con Kristina Mladenovic battendo in finale Ekaterina Makarova/Elena Vesnina per 6-4 6-3. Prova a ripetere il successo anche nel doppio misto in coppia con Rohan Bopanna, ma vengono eliminati per 6-2 4-6 [9-11] dalla coppia Mate Pavić/Gabriela Dabrowski. Ad inizio febbraio vince il suo quarto titolo in singolare, al torneo di Taiwan, superando in finale Kateryna Kozlova per 7-5 6-1; in doppio invece si ferma in semifinale. Medesimo risultato lo ottiene al torneo di Indian Wells in coppia con Kristina Mladenovic. Il mese di aprile inizia con la sconfitta in finale al torneo di Monterrey per mano di Garbiñe Muguruza per 6-3 4-6 3-6. Al torneo di Madrid, in doppio, ripete il risultato dell'anno precedente: viene sconfitta in finale, stavolta dalle russe Ekaterina Makarova/Elena Vesnina, per 8-10 nel super tie-break. Nel secondo slam stagionale, a Parigi, si ferma subito nel singolare, mentre raggiunge i quarti in doppio con Kristina Mladenovic. Nel doppio misto perde subito al primo turno in coppia con Rohan Bopanna. La stagione sull'erba inizia benissimo con la vittoria, sempre in coppia con la Mladenović, al torneo di Birmingham superando in finale il duo Elise Mertens/Demi Schuurs con il risultato di 4-6 6-3 [10-8]. A Wimbledon non supera il primo turno in singolare, mentre in coppia con Kristina Mladenovic si ferma nei quarti nel doppio. Dopo questo torneo, il 16 luglio raggiunge la 1ª posizione in classifica nel doppio. Agli US Open, dopo un primo turno in singolare, perde la finale in doppio con Kristina Mladenovic. In singolare chiude l'anno con il primo turno al torneo di Lussemburgo; in doppio invece partecipa alle WTA Finals e vince anche quest'anno il titolo con Kristina Mladenovic.

### 2019

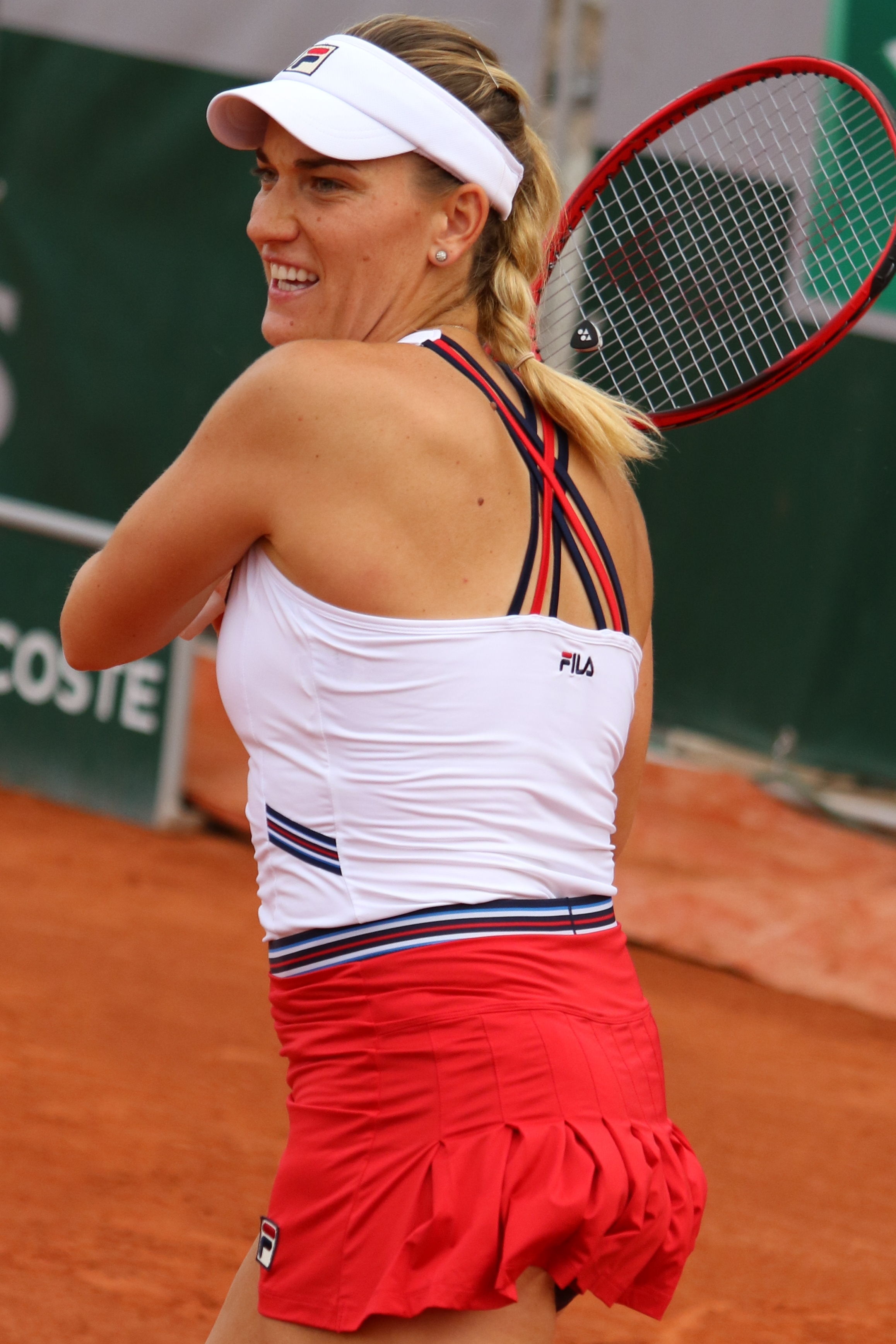
Tímea Babos nel 2019

L'anno inizia con il torneo di Auckland, dove si ferma al primo turno in singolare e nei quarti in doppio. Agli Australian Open raggiunge il secondo turno in singolare, mentre in doppio perde la finale con Kristina Mladenovic. Nel doppio misto si ferma al secondo turno con Marton Fucsovics. Alla fine di aprile si aggiudica il ventunesimo titolo WTA in doppio al torneo di Istanbul. In singolare ritorna nel circuito ITF e raggiunge la semifinale del torneo di Cagnes-Sur-Mer. Al Roland Garros perde subito in singolare, mentre in doppio vince il titolo, sempre con Kristina Mladenovic. Nel doppio misto, in coppia con Marton Fucsovics, si ferma al secondo turno. A metà giugno perde in finale il torneo ITF di Ilkley  in singolare. A Wimbledon partecipa solo in doppio e raggiunge la semifinale con Kristina Mladenovic. A metà agosto si ferma in semifinale al torneo ITF di Vancouver; agli US Open si ferma al secondo turno in singolare, mentre in doppio perde nei quarti in coppia con Kristina Mladenovic. In chiusura d'anno raggiunge la semifinale in doppio, al torneo di Mosca. In doppio partecipa alle WTA Finals e vince per il terzo anno consecutivo. Chiude l'anno con la sconfitta in finale al torneo WTA 125s di Taipei.

### 2020: vittoria all'Australian Open e a Parigi in doppio
Babos comincia l'anno a Shenzhen, dove non passa le qualificazioni. Ha maggiore fortuna in quel di Adelaide, dove viene ripescata come lucky loser dopo non aver vinto contro Golubic il turno decisivo delle quali. Al primo turno perde subito da Dajana Yastremska per 5-7 3-6. All'Australian Open viene subito eliminata da Swiatek in singolare, mentre in doppio vince il titolo assieme a Kiki Mladenovic, senza perdere un set. A San Pietroburgo non supera le qualificazioni, mentre a Doha ha la fortuna di essere ripescata come lucky loser, fuorché venir subito estromessa da Putinceva. A Lione perde subito da Irina-Camelia Begu in tre set.
Dopo la lunga pausa forzata dipesa dalla pandemia di COVID-19, è ritornata in campo allo US Open: nella circostanza non ha fortuna né in singolare (eliminata da Keys con un doppio 6-1) né in doppio (con Mladenovic non ha modo di giocare il secondo turno). Nella stagione su terra, va male a Roma (2º turno di quali in singolare e 1º turno in doppio con la Zhang), mentre a Parigi raggiunge la seconda finale slam dell'anno in doppio, sempre assieme a Mladenovic. Nella circostanza, la coppia franco-ungherese ottiene la vittoria su Guarachi/Krawczyk per 6-4 7-5. Per la Babos si tratta del 4º titolo slam in doppio e del 25º titolo in doppio conseguito in carriera.

## Statistiche WTA

### Singolare

#### Vittorie (3)
| Legenda               | Legenda      |
| --------------------- | ------------ |
| Grande Slam (0)       |              |
| Ori Olimpici (0)      |              |
| WTA Finals (0)        |              |
| WTA Elite Trophy (0)  |              |
| Dal 2009 al 2020      | Dal 2021     |
| Premier Mandatory (0) | WTA 1000 (0) |
| Premier 5 (0)         | WTA 1000 (0) |
| Premier (0)           | WTA 500 (0)  |
| International (3)     | WTA 250 (0)  |

| N. | Data             | Torneo                          | Superficie  | Avversaria in finale | Punteggio        |
| 1. | 26 febbraio 2012 | Monterrey Open, Monterrey       | Cemento     | Alexandra Cadanțu    | 6-4, 6-4         |
| 2. | 26 febbraio 2017 | Hungarian Ladies Open, Budapest | Cemento (i) | Lucie Šafářová       | 6(4)-7, 6-4, 6-3 |
| 3. | 4 febbraio 2018  | Taiwan Open, Taipei             | Cemento (i) | Kateryna Kozlova     | 7-5, 6-1         |

#### Sconfitte (5)
| Legenda               | Legenda      |
| --------------------- | ------------ |
| Grande Slam (0)       |              |
| Argenti Olimpici (0)  |              |
| WTA Finals (0)        |              |
| WTA Elite Trophy (0)  |              |
| Dal 2009 al 2020      | Dal 2021     |
| Premier Mandatory (0) | WTA 1000 (0) |
| Premier 5 (0)         | WTA 1000 (0) |
| Premier (0)           | WTA 500 (0)  |
| International (5)     | WTA 250 (0)  |

| N. | Data              | Torneo                           | Superficie    | Avversaria in finale | Punteggio     |
| 1. | 2 maggio 2015     | Marocco Open, Marrakesh          | Terra rossa   | Elina Svitolina      | 5-7, 6(3)-7   |
| 2. | 5 agosto 2016     | Brasil Tennis Cup, Florianópolis | Cemento       | Irina-Camelia Begu   | 6-2, 4-6, 3-6 |
| 3. | 17 settembre 2017 | Bell Challenge, Québec           | Sintetico (i) | Alison Van Uytvanck  | 7-5, 4-6, 1-6 |
| 4. | 30 settembre 2017 | Tashkent Open, Tashkent          | Cemento       | Kateryna Bondarenko  | 4-6, 4-6      |
| 5. | 8 aprile 2018     | Monterrey Open, Monterrey        | Cemento       | Garbiñe Muguruza     | 6-3, 4-6, 3-6 |

### Doppio

#### Vittorie (27)
| Legenda               | Legenda      |
| --------------------- | ------------ |
| Grande Slam (4)       |              |
| Ori Olimpici (0)      |              |
| WTA Finals (3)        |              |
| WTA Elite Trophy (0)  |              |
| Dal 2009 al 2020      | Dal 2021     |
| Premier Mandatory (0) | WTA 1000 (0) |
| Premier 5 (2)         | WTA 1000 (0) |
| Premier (4)           | WTA 500 (2)  |
| International (11)    | WTA 250 (1)  |

| N.  | Data              | Torneo                                   | Superficie      | Compagna                 | Avversaria in finale                  | Punteggio           |
| 1.  | 18 giugno 2012    | Birmingham Classic, Birmingham           | Erba            | Hsieh Su-wei             | Liezel Huber Lisa Raymond             | 7-5, 6(2)-7, [10-8] |
| 2.  | 23 febbraio 2013  | Copa Colsanitas, Bogotà                  | Terra rossa     | Mandy Minella            | Eva Birnerová Aleksandra Panova       | 6-4, 6-3            |
| 3.  | 7 aprile 2013     | Monterrey Open, Monterrey                | Cemento         | Kimiko Date-Krumm        | Eva Birnerová Tamarine Tanasugarn     | 6-1, 6-4            |
| 4.  | 28 aprile 2013    | Marocco Open, Marrakech                  | Terra rossa     | Mandy Minella            | Petra Martić Kristina Mladenovic      | 6-3, 6-1            |
| 5.  | 14 settembre 2013 | Tashkent Open, Tashkent                  | Cemento         | Jaroslava Švedova        | Vol'ha Havarcova Mandy Minella        | 6-3, 6-3            |
| 6.  | 10 gennaio 2014   | Sydney International, Sydney             | Cemento         | Lucie Šafářová           | Sara Errani Roberta Vinci             | 7-5, 3-6, [10-7]    |
| 7.  | 20 aprile 2014    | Malaysian Open, Kuala Lumpur             | Cemento         | Chan Hao-ching           | Chan Yung-jan Zheng Saisai            | 6-3, 6-4            |
| 8.  | 21 febbraio 2015  | Dubai Tennis Championships, Dubai        | Cemento         | Kristina Mladenovic      | Garbiñe Muguruza Carla Suárez Navarro | 6-3, 6-2            |
| 9.  | 1º maggio 2015    | Marocco Open, Marrakech (2)              | Terra rossa     | Kristina Mladenovic      | Laura Siegemund Maryna Zanevs'ka      | 6-1, 7-6(5)         |
| 10. | 17 maggio 2015    | Internazionali d'Italia, Roma            | Terra rossa     | Kristina Mladenovic      | Martina Hingis Sania Mirza            | 6-4, 6-3            |
| 11. | 13 gennaio 2017   | Sydney International, Sydney (2)         | Cemento         | Anastasija Pavljučenkova | Sania Mirza Barbora Strýcová          | 6-4, 6-4            |
| 12. | 5 maggio 2017     | Marocco Open, Rabat (3)                  | Terra rossa     | Andrea Hlaváčková        | Nina Stojanović Maryna Zanevs'ka      | 2-6, 6-3, [10-5]    |
| 13. | 17 settembre 2017 | Bell Challenge, Québec                   | Sintetico (i)   | Andrea Hlaváčková        | Bianca Andreescu Carson Branstine     | 6-3, 6-1            |
| 14. | 30 settembre 2017 | Tashkent Open, Tashkent (2)              | Cemento         | Andrea Hlaváčková        | Nao Hibino Oksana Kalašnikova         | 7-5, 6-4            |
| 15. | 20 ottobre 2017   | Kremlin Cup, Mosca                       | Cemento (i)     | Andrea Hlaváčková        | Nicole Melichar Anna Smith            | 6-2, 3-6, [10-3]    |
| 16. | 29 ottobre 2017   | WTA Finals, Singapore                    | Cemento (i)     | Andrea Hlaváčková        | Kiki Bertens Johanna Larsson          | 4-6, 6-4, [10-5]    |
| 17. | 26 gennaio 2018   | Australian Open, Melbourne               | Cemento         | Kristina Mladenovic      | Ekaterina Makarova Elena Vesnina      | 6-4, 6-3            |
| 18. | 24 giugno 2018    | Birmingham Classic, Birmingham (2)       | Erba            | Kristina Mladenovic      | Elise Mertens Demi Schuurs            | 4-6, 6-3, [10-8]    |
| 19. | 28 ottobre 2018   | WTA Finals, Singapore (2)                | Cemento (i)     | Kristina Mladenovic      | Barbora Krejčíková Kateřina Siniaková | 6-4, 7-5            |
| 20. | 28 aprile 2019    | Istanbul Cup, Istanbul                   | Terra rossa     | Kristina Mladenovic      | Alexa Guarachi Sabrina Santamaria     | 6-1, 6-0            |
| 21. | 9 giugno 2019     | Open di Francia, Parigi                  | Terra rossa     | Kristina Mladenovic      | Duan Yingying Zheng Saisai            | 6-2, 6-3            |
| 22. | 3 novembre 2019   | WTA Finals, Shenzhen (3)                 | Cemento (i)     | Kristina Mladenovic      | Hsieh Su-wei Barbora Strýcová         | 6-1, 6-3            |
| 23. | 31 gennaio 2020   | Australian Open, Melbourne (2)           | Cemento         | Kristina Mladenovic      | Hsieh Su-wei Barbora Strýcová         | 6-2, 6-1            |
| 24. | 11 ottobre 2020   | Open di Francia, Parigi (2)              | Terra rossa     | Kristina Mladenovic      | Alexa Guarachi Desirae Krawczyk       | 6-4, 7-5            |
| 25. | 21 aprile 2024    | Open de Rouen, Rouen                     | Terra rossa (i) | Irina Chromačëva         | Naiktha Bains Maia Lumsden            | 6–3, 6–4            |
| 26. | 2 febbraio 2025   | Austria Ladies Linz, Linz                | Cemento (i)     | Luisa Stefani            | Ljudmyla Kičenok Nadiia Kičenok       | 3-6, 7-5, [10-4]    |
| 27. | 24 maggio 2025    | Internationaux de Strasbourg, Strasburgo | Terra rossa     | Luisa Stefani            | Guo Hanyu Nicole Melichar-Martinez    | 6-3, 6(4)-7, [10-7] |

#### Sconfitte (13)
| Legenda               | Legenda      |
| --------------------- | ------------ |
| Grande Slam (4)       |              |
| Argenti Olimpici (0)  |              |
| WTA Finals (0)        |              |
| WTA Elite Trophy (0)  |              |
| Dal 2009 al 2020      | Dal 2021     |
| Premier Mandatory (4) | WTA 1000 (0) |
| Premier 5 (1)         | WTA 1000 (0) |
| Premier (1)           | WTA 500 (0)  |
| International (3)     | WTA 250 (0)  |

| N.  | Data             | Torneo                           | Superficie  | Compagna            | Avversaria in finale                            | Punteggio           |
| 1.  | 12 gennaio 2013  | Hobart International, Hobart     | Cemento     | Mandy Minella       | Garbiñe Muguruza Blanco María Teresa Torró Flor | 3-6, 6(5)-7         |
| 2.  | 2 febbraio 2014  | Open GDF Suez, Parigi            | Cemento (i) | Kristina Mladenovic | Anna-Lena Grönefeld Květa Peschke               | 7-6(7), 4-6, [5-10] |
| 3.  | 6 aprile 2014    | Monterrey Open, Monterrey        | Cemento     | Vol'ha Havarcova    | Darija Jurak Megan Moulton-Levy                 | 6(5)-7, 6-3, [9-11] |
| 4.  | 5 luglio 2014    | Torneo di Wimbledon, Londra      | Erba        | Kristina Mladenovic | Sara Errani Roberta Vinci                       | 1-6, 3-6            |
| 5.  | 17 agosto 2014   | Cincinnati Open, Cincinnati      | Cemento     | Kristina Mladenovic | Raquel Kops-Jones Abigail Spears                | 1-6, 0-2 rit.       |
| 6.  | 3 aprile 2016    | Miami Open, Miami                | Cemento     | Jaroslava Švedova   | Bethanie Mattek-Sands Lucie Šafářová            | 3-6, 4-6            |
| 7.  | 9 luglio 2016    | Torneo di Wimbledon, Londra (2)  | Erba        | Jaroslava Švedova   | Serena Williams Venus Williams                  | 3-6, 4-6            |
| 8.  | 4 agosto 2016    | Brasil Tennis Cup, Florianópolis | Cemento     | Réka Luca Jani      | Ljudmyla Kičenok Nadežda Kičenok                | 3-6, 1-6            |
| 9.  | 13 maggio 2017   | Madrid Open, Madrid              | Terra rossa | Andrea Hlaváčková   | Chan Yung-jan Martina Hingis                    | 4-6, 3-6            |
| 10. | 8 ottobre 2017   | China Open, Pechino              | Cemento     | Andrea Hlaváčková   | Chan Yung-jan Martina Hingis                    | 1-6, 4-6            |
| 11. | 12 maggio 2018   | Madrid Open, Madrid (2)          | Terra rossa | Kristina Mladenovic | Ekaterina Makarova Elena Vesnina                | 6-2, 4-6, [8-10]    |
| 12. | 9 settembre 2018 | US Open, New York                | Cemento     | Kristina Mladenovic | Ashleigh Barty Coco Vandeweghe                  | 6-3, 6(2)-7, 6(6)-7 |
| 13. | 25 gennaio 2019  | Australian Open, Melbourne       | Cemento     | Kristina Mladenovic | Samantha Stosur Zhang Shuai                     | 3-6, 4-6            |

### Doppio misto

#### Sconfitte (2)
| Tornei del Grande Slam  |
| ----------------------- |
| Australian Open (1)     |
| Open di Francia (0)     |
| Torneo di Wimbledon (1) |
| US Open (0)             |

| N. | Data            | Torneo                      | Superficie | Partner        | Avversario in finale          | Punteggio        |
| 1. | 12 luglio 2015  | Torneo di Wimbledon, Londra | Erba       | Alexander Peya | Leander Paes Martina Hingis   | 1-6, 1-6         |
| 2. | 28 gennaio 2018 | Australian Open, Melbourne  | Cemento    | Rohan Bopanna  | Mate Pavić Gabriela Dabrowski | 6-2, 4-6, [9-11] |

## Circuito WTA 125

### Singolare

#### Vittorie (1)
| N. | Data             | Torneo                         | Superficie    | Avversaria in finale | Punteggio |
| 1. | 22 novembre 2015 | OEC Taipei Ladies Open, Taipei | Sintetico (i) | Misaki Doi           | 7-5, 6-3  |

#### Sconfitte (1)
| N. | Data             | Torneo                         | Superficie    | Avversaria in finale | Punteggio |
| 1. | 17 novembre 2019 | OEC Taipei Ladies Open, Taipei | Sintetico (i) | Vitalija D'jačenko   | 3-6, 2-6  |

### Doppio

#### Vittorie (1)
| N. | Data           | Torneo                     | Superficie | Compagna           | Avversaria in finale  | Punteggio |
| 1. | 10 agosto 2013 | Suzhou Ladies Open, Suzhou | Cemento    | Michaëlla Krajicek | Han Xinyun Eri Hozumi | 6-2, 6-2  |

#### Sconfitte (5)
| N. | Data            | Torneo                                       | Superficie  | Compagna            | Avversaria in finale                 | Punteggio         |
| 1. | 9 novembre 2014 | Open GDF Suez de Limoges, Limoges            | Cemento (i) | Kristina Mladenovic | Kateřina Siniaková Renata Voráčová   | 6-2, 2-6, [5-10]  |
| 2. | 20 agosto 2022  | Odlum Brown Vancouver Open, Vancouver        | Cemento     | Angela Kulikov      | Miyu Katō Asia Muhammad              | 3-6, 5-7          |
| 3. | 2 dicembre 2023 | Creand Andorrà Open, Andorra la Vella        | Cemento (i) | Heather Watson      | Ėrika Andreeva Céline Naef           | 2-6, 1-6          |
| 4. | 30 marzo 2024   | Megasaray Hotels Open, Adalia                | Terra rossa | Vera Zvonarëva      | Angelica Moratelli Camilla Rosatello | 3-6, 6-3, [13-15] |
| 5. | 6 aprile 2024   | Open Internacional Femení Solgironès, Bisbal | Terra rossa | Dalma Gálfi         | Miriam Kolodziejová Anna Sisková     | w/o               |

## Statistiche ITF

### Singolare

#### Vittorie (15)
| Torneo $100.000 (1) |
| Torneo $80.000 (0)  |
| Torneo $75.000 (1)  |
| Torneo $60.000 (0)  |
| Torneo $50.000 (2)  |
| Torneo $40.000 (0)  |
| Torneo $25.000 (8)  |
| Torneo $15.000 (0)  |
| Torneo $10.000 (3)  |

| N.  | Data             | Torneo | Superficie  | Avversaria in finale | Punteggio           |
| 1.  | 10 maggio 2009   | AEGON Pro Series Edinburgh, Edimburgo                                                                                       | Terra rossa | Naomi Broady         | 6-4, 6(3)-7, 7-6(8) |
| 2.  | 8 novembre 2009  | AEGON Pro Series Sunderland, Sunderland                                                                                     | Cemento (i) | Matea Mezak          | 7-6(2), 6-4         |
| 3.  | 9 maggio 2010    | AEGON Pro Series Edinburgh, Edimburgo                                                                                       | Terra rossa | Tara Moore           | 6-2, 6-2            |
| 4.  | 18 luglio 2010   | AEGON Pro Series Foxhills, Woking                                                                                           | Cemento     | Katie O'Brien        | 7-5, 6-4            |
| 5.  | 5 dicembre 2010  | William Loud Bendigo International, Bendigo                                                                                 | Cemento     | Elica Kostova        | 3-6, 6-3, 7-5       |
| 6.  | 19 giugno 2011   | Astana Womens, Astana | Cemento     | Tadeja Majerič       | 6-0, 6-2            |
| 7.  | 3 luglio 2011    | Internationaler Württembergische Damen-Tennis-Meisterschaften um den Stuttgarter Stadtpokal, Stoccarda-Vaihingen an der Enz | Terra rossa | Korina Perkovic      | 1-6, 6-2, 6-3       |
| 8.  | 30 ottobre 2011  | National Bank Challenger Saguenay, Saguenay                                                                                 | Cemento (i) | Julia Boserup        | 7-6(7), 6-3         |
| 9.  | 27 novembre 2011 | OrtoLääkärit Open, Helsinki                                                                                                 | Cemento (i) | Jana Čepelová        | 6-3, 6-1            |
| 10. | 12 maggio 2013   | Soweto Open, Johannesburg                                                                                                   | Cemento     | Chanel Simmonds      | 6(3)-7, 6-4, 6-1    |
| 11. | 4 maggio 2014    | Kangaroo Cup, Gifu | Cemento     | Ekaterina Byčkova    | 6-1, 6-2            |
| 12. | 26 ottobre 2014  | Internationaux Féminins de la Vienne, Poitiers                                                                              | Cemento (i) | Océane Dodin         | 6-3, 4-6, 7-5       |
| 13. | 9 aprile 2023    | Jackson Women's, Jackson | Terra verde | Whitney Osuigwe      | 7-5, 7-5            |
| 14. | 23 aprile 2023   | Egypt Sharm ElSheikh Women's Future, Sharm el-Sheikh                                                                        | Cemento     | Marija Timofeeva     | 6-4, 6-1            |
| 15. | 7 maggio 2023    | Baseblue Pro Series, Larnaca                                                                                                | Terra rossa | Raluca Șerban        | 6-4, 5-7, 7-6(5)    |

#### Sconfitte (10)
| Torneo $100.000 (1) |
| Torneo $80.000 (0)  |
| Torneo $75.000 (1)  |
| Torneo $60.000 (1)  |
| Torneo $50.000 (2)  |
| Torneo $40.000 (0)  |
| Torneo $25.000 (2)  |
| Torneo $15.000 (0)  |
| Torneo $10.000 (3)  |

| N.  | Data             | Torneo                                    | Superficie  | Avversaria in finale | Punteggio        |
| 1.  | 3 maggio 2009    | AEGON Pro Series Bournemouth, Bournemouth | Terra rossa | Svenja Weidemann     | 6-4, 3-6, 4-6    |
| 2.  | 12 luglio 2009   | AEGON Pro Series Felixstowe, Felixstowe   | Erba        | Anna Smith           | 5-7, 6-3, 4-6    |
| 3.  | 15 novembre 2009 | The Caversham International, Jersey       | Cemento (i) | Matea Mezak          | 2-6, 3-6         |
| 4.  | 13 giugno 2010   | Anatalis Cup, Budapest                    | Terra rossa | Mathilde Johansson   | 7-6(4), 1-6, 0-6 |
| 5.  | 8 gennaio 2012   | Blossom Cup, Quanzhou                     | Cemento     | Kimiko Date-Krumm    | 3-6, 3-6         |
| 6.  | 4 agosto 2013    | Viccourt Cup, Donetsk                     | Cemento     | Elina Svitolina      | 6-3, 2-6, 6(9)-7 |
| 7.  | 3 novembre 2013  | Tevlin Women's Challenger, Toronto        | Cemento (i) | Victoria Duval       | 5-7, rit.        |
| 8.  | 23 giugno 2019   | Ilkley Trophy, Ilkley                     | Erba        | Monica Niculescu     | 2-6, 6-4, 3-6    |
| 9.  | 24 ottobre 2021  | ITF Future Hamburg, Amburgo               | Cemento (i) | Antonia Ružić        | 2-6, 1-4, rit.   |
| 10. | 19 marzo 2023    | Wiphold International, Pretoria           | Cemento     | Alina Korneeva       | 3-6, 6(3)-7      |

### Doppio

#### Vittorie (14)
| Torneo $100.000 (4) |
| Torneo $80.000 (0)  |
| Torneo $75.000 (0)  |
| Torneo $60.000 (1)  |
| Torneo $50.000 (1)  |
| Torneo $40.000 (0)  |
| Torneo $25.000 (7)  |
| Torneo $15.000 (0)  |
| Torneo $10.000 (1)  |

| N.  | Data             | Torneo                                                       | Superficie  | Compagna            | Avversarie in finale                   | Punteggio        |
| 1.  | 3 maggio 2009    | AEGON Pro Series Bournemouth, Bournemouth                    | Terra rossa | Stephanie Cornish   | Elixane Lechemia Alizé Lim             | w/o              |
| 2.  | 18 luglio 2010   | AEGON Pro Series Foxhills, Woking                            | Cemento     | Emma Laine          | Jocelyn Rae Emelyn Starr               | 6-2, 6-2         |
| 3.  | 21 novembre 2010 | Configure Express Pro, Wellington                            | Cemento     | Tammi Patterson     | Jarmila Groth Jade Hopper              | 6-3, 6-2         |
| 4.  | 28 novembre 2010 | Latrobe City Tennis International, Traralgon                 | Cemento     | Melanie South       | Jarmila Groth Jade Hopper              | 6-3, 6-2         |
| 5.  | 5 dicembre 2010  | William Loud Bendigo International, Bendigo                  | Cemento     | Melanie South       | Jarmila Groth Jade Hopper              | 6-3, 6-2         |
| 6.  | 13 marzo 2011    | Women's ITF Irapuato Club de Golf Santa Margarita, Irapuato  | Cemento     | Johanna Konta       | Macall Harkins Nicole Rottmann         | 6-3, 6-4         |
| 7.  | 27 marzo 2011    | AEGON Pro Series Bath, Bath                                  | Cemento (i) | Anne Kremer         | Marta Domachowska Katarzyna Piter      | 7-6(5), 6-2      |
| 8.  | 24 luglio 2011   | Torneo International de Tenis Ciudad de La Coruña, La Coruña | Cemento     | Victoria Larrière   | Leticia Costas Ines Ferrer Suarez      | 7-5, 6-3         |
| 9.  | 30 ottobre 2011  | National Bank Challenger Saguenay, Saguenay                  | Cemento     | Jessica Pegula      | Gabriela Dabrowski Marie-Ève Pelletier | 6-4, 6-3         |
| 10. | 8 maggio 2022    | FineMark Women's Pro Tennis Championship, Bonita Springs     | Terra verde | Nao Hibino          | Vol'ha Havarcova Katarzyna Kawa        | 6-4, 3-6, [10-7] |
| 11. | 6 novembre 2022  | Barranquilla Open, Barranquilla                              | Cemento     | Kateryna Volodko    | Carolina Alves Valerija Strachova      | 3-6, 7-5, [10-7] |
| 12. | 11 dicembre 2022 | Al Habtoor Tennis Challenge, Dubai                           | Cemento     | Kristina Mladenovic | Magdalena Fręch Kateryna Volodko       | 6-1, 6-3         |
| 13. | 12 agosto 2023   | ITF Disa Gran Canaria, Maspalomas                            | Terra rossa | Anna Bondár         | Leyre Romero Gormaz Arantxa Rus        | 6-4, 3-6, [10-4] |
| 14. | 10 dicembre 2023 | Al Habtoor Tennis Challenge, Dubai                           | Cemento     | Vera Zvonarëva      | Olivia Nicholls Heather Watson         | 6-1, 2-6, [10-7] |

#### Sconfitte (12)
| Torneo $100.000 (2) |
| Torneo $80.000 (0)  |
| Torneo $75.000 (0)  |
| Torneo $60.000 (1)  |
| Torneo $50.000 (2)  |
| Torneo $40.000 (0)  |
| Torneo $25.000 (4)  |
| Torneo $15.000 (0)  |
| Torneo $10.000 (3)  |

| N.  | Data              | Torneo                                               | Superficie  | Compagna              | Avversarie in finale                   | Punteggio           |
| 1.  | 15 novembre 2009  | The Caversham International, Jersey                  | Cemento (i) | Malou Ejdesgaard      | Kiki Bertens Danielle Harmsen          | 5-7, 5-7            |
| 2.  | 7 febbraio 2010   | McDonald's Burnie International, Burnie              | Cemento     | Anna Arina Marenko    | Jessica Moore Arina Rodionova          | 2-6, 4-6            |
| 3.  | 9 maggio 2010     | AEGON Pro Series Edinburgh, Edimburgo                | Terra rossa | Tara Moore            | Amanda Elliott Jocelyn Rae             | 6(5)-7, 4-6         |
| 4.  | 7 novembre 2010   | Gold Fields St Ives Tennis International, Kalgoorlie | Cemento     | Monika Wejnert        | Daniella Dominikovic Jessica Moore     | 4-6, 6-2, [6-10]    |
| 5.  | 26 giugno 2011    | Rolls Royce Women's Cup Kristinehamn, Kristinehamn   | Terra rossa | Ksenija Lykina        | Mervana Jugić-Salkić Emma Laine        | 4-6, 4-6            |
| 6.  | 18 settembre 2011 | Save Cup, Mestre                                     | Terra rossa | Magda Linette         | Valentina Ivachnenko Marina Mel'nikova | 4-6, 5-7            |
| 7.  | 6 novembre 2011   | Tevlin Women's Challenger, Toronto                   | Cemento     | Jessica Pegula        | Gabriela Dabrowski Marie-Ève Pelletier | 5-7, 7-6(5), [4-10] |
| 8.  | 27 novembre 2011  | OrtoLääkärit Open, Helsinki                          | Cemento (i) | Iryna Burjačok        | Janette Husárová Emma Laine            | 7-5, 5-7, [9-11]    |
| 9.  | 2 aprile 2022     | Tuks International, Pretoria                         | Cemento     | Valerija Savinych     | Eudice Chong Cody Wong                 | 5-7, 7-5, [11-13]   |
| 10. | 3 luglio 2022     | LTP Charleston Pro Tennis, Charleston                | Terra verde | Marcela Zacarías      | Alycia Parks Sachia Vickery            | 4-6, 7-5, [5-10]    |
| 11. | 11 marzo 2023     | Ilana Kloss International, Pretoria                  | Cemento     | Georgina García Pérez | Emina Bektas Lina Glushko              | 3-6, 6-4, [11-13]   |
| 12. | 21 ottobre 2023   | Shenzhen Longhua Open, Shenzhen                      | Cemento     | Kateryna Volodko      | Kristina Mladenovic Moyuka Uchijima    | 2-6, 5-7            |

## Grand Slam Junior

### Doppio

#### Vittorie (3)
| Tornei del Grande Slam  |
| ----------------------- |
| Australian Open (0)     |
| Open di Francia (1)     |
| Torneo di Wimbledon (1) |
| US Open (1)             |

| N. | Data              | Torneo                      | Superficie  | Compagna        | Avversarie in finale                             | Punteggio        |
| 1. | 5 giugno 2010     | Open di Francia, Parigi     | Terra rossa | Sloane Stephens | Lara Arruabarrena Vecino María Teresa Torró Flor | 6-2, 6-3         |
| 2. | 3 luglio 2010     | Torneo di Wimbledon, Londra | Erba        | Sloane Stephens | Irina Chromačëva Elina Svitolina                 | 6(7)-7, 6-2, 6-2 |
| 3. | 11 settembre 2010 | US Open, New York           | Cemento     | Sloane Stephens | An-Sophie Mestach Silvia Njirić                  | w/o              |

#### Sconfitte (2)
| Tornei del Grande Slam  |
| ----------------------- |
| Australian Open (1)     |
| Open di Francia (1)     |
| Torneo di Wimbledon (0) |
| US Open (0)             |

| N. | Data            | Torneo                     | Superficie  | Compagna           | Avversarie in finale                 | Punteggio        |
| 1. | 6 giugno 2009   | Open di Francia, Parigi    | Terra rossa | Heather Watson     | Elena Bogdan Noppawan Lertcheewakarn | 6-3, 3-6, [8-10] |
| 2. | 30 gennaio 2010 | Australian Open, Melbourne | Cemento     | Gabriela Dabrowski | Jana Čepelová Chantal Škamlová       | 6(1)-7, 2-6      |

## Risultati in progressione
| Sigla | Risultato               |
| ----- | ----------------------- |
| V     | Vincitore               |
| F     | Finalista               |
| SF    | Semifinalista           |
| O     | Oro olimpico            |
| A     | Argento olimpico        |
| SF    | Bronzo olimpico         |
| QF    | Quarti di Finale        |
| 4T    | Quarto turno            |
| 3T    | Terzo turno             |
| 2T    | Secondo turno           |
| 1T    | Primo turno             |
| RR    | Round Robin             |
| LQ    | Turno di qualificazione |
| A     | Assente                 |
| ND    | Non disputato           |

| Legenda superfici    |
| -------------------- |
| Cemento              |
| Terra battuta        |
| Erba                 |
| Superficie variabile |

### Singolare
| Tornei del Grande Slam     |     |               |               |               |     |               |               |               |               |     |               |               |       |
| Australian Open, Melbourne | Q2  | 1T            | 1T            | 1T            | 2T  | 1T            | 2T            | 2T            | 1T            | 2T  | A             | A             | 4–9   |
| Open di Francia, Parigi    | 1T  | Q2            | Q3            | 1T            | 2T  | 1T            | 1T            | 1T            | 1T            | Q2  | A             | A             | 1–7   |
| Wimbledon, Londra          | 2T  | 1T            | 1T            | 2T            | 2T  | 1T            | 1T            | Q1            | ND            | 1T  | Q3            | Q1            | 3–8   |
| US Open, New York          | 1T  | 1T            | 1T            | 1T            | 3T  | 2T            | 1T            | 2T            | 1T            | A   | A             | Q2            | 4–8   |
| Vittorie-Sconfitte         | 1–3 | 0–3           | 0–3           | 1–4           | 5–4 | 1–4           | 1–4           | 2–3           | 0–3           | 1–2 | 0–0           | 0–0           | 12–33 |
| Giochi Olimpici            |     |               |               |               |     |               |               |               |               |     |               |               |       |
| Giochi Olimpici            | 2T  | Non disputati | Non disputati | Non disputati | 1T  | Non disputati | Non disputati | Non disputati | Non disputati | A   | Non disputati | Non disputati | 1-2   |
| Vittorie-Sconfitte         | 1–1 | Non disputati | Non disputati | Non disputati | 0–1 | Non disputati | Non disputati | Non disputati | Non disputati | 0–0 | Non disputati | Non disputati | 1-2   |

### Doppio
| Tornei del Grande Slam     |     |               |               |               |      |               |               |               |               |                 |                 |                 |       |
| Australian Open, Melbourne | A   | 1T            | 3T            | 2T            | 2T   | 3T            | V             | F             | V             | A               | A               | 2T              | 24–7  |
| Open di Francia, Parigi    | 2T  | 1T            | 1T            | 2T            | 3T   | 2T            | QF            | V             | V             | 1T              | A               | 2T              | 21–9  |
| Wimbledon, Londra          | 1T  | 1T            | F             | SF            | F    | 3T            | QF            | SF            | ND            | 1T              | A               | 3T              | 25–10 |
| US Open, New York          | 1T  | 2T            | 1T            | 3T            | 3T   | QF            | F             | QF            | 2T1           | A               | A               | 1T              | 17–9  |
| Vittorie-Sconfitte         | 1–3 | 1–4           | 7–4           | 8–4           | 10–4 | 8–4           | 17-3          | 18-3          | 13-0          |                 | 83–29           |                 |       |
| Torneo di Fine Anno        |     |               |               |               |      |               |               |               |               |                 |                 |                 |       |
| WTA Finals, Shenzhen       | A   | A             | A             | RR            | QF   | V             | V             | V             | ND            | Non qualificata | Non qualificata | Non qualificata | 12-3  |
| Vittorie-Sconfitte         | 0-0 | 0-0           | 0-0           | 1-2           | 0-1  | 3-0           | 3-0           | 5-0           | 0-0           | 0-0             | 0-0             | 0-0             | 12-3  |
| Giochi Olimpici            |     |               |               |               |      |               |               |               |               |                 |                 |                 |       |
| Giochi Olimpici            | 1T  | Non disputati | Non disputati | Non disputati | 1T   | Non disputati | Non disputati | Non disputati | Non disputati | A               | Non disputati   | Non disputati   | 0-2   |
| Vittorie-Sconfitte         | 0–1 | Non disputati | Non disputati | Non disputati | 0–1  | Non disputati | Non disputati | Non disputati | Non disputati | A               | Non disputati   | Non disputati   | 0-2   |

Note
- 1 Babos insieme alla compagna Kristina Mladenovic vengono costrette a ritirarsi a causa della positività al COVID-19 di un contatto della francese; non viene considerata come una sconfitta.

### Doppio misto
| Tornei del Grande Slam     |     |               |               |               |     |               |               |               |               |     |               |               |       |
| Australian Open, Melbourne | A   | A             | A             | 1T            | A   | A             | F             | 2T            | A             | A   | A             | A             | 5–3   |
| Open di Francia, Parigi    | A   | A             | SF            | QF            | A   | A             | 1T            | 2T            | A             | A   | A             | A             | 6–4   |
| Wimbledon, Londra          | A   | A             | 3T            | F             | A   | A             | A             | A             | ND            | A   | A             | A             | 6–2   |
| US Open, New York          | A   | A             | 1T            | A             | 2T  | QF            | A             | A             | A             | A   | A             | A             | 3–3   |
| Vittorie-Sconfitte         | 0–0 | 0–0           | 5–3           | 6–3           | 1–1 | 2–1           | 4–2           | 2–2           | 0–0           | 0–0 | 0–0           | 0–0           | 20–12 |
| Giochi Olimpici            |     |               |               |               |     |               |               |               |               |     |               |               |       |
| Giochi Olimpici            | A   | Non disputati | Non disputati | Non disputati | A   | Non disputati | Non disputati | Non disputati | Non disputati | A   | Non disputati | Non disputati | 0-0   |
| Vittorie-Sconfitte         | 0–0 | Non disputati | Non disputati | Non disputati | 0–0 | Non disputati | Non disputati | Non disputati | Non disputati | 0–0 | Non disputati | Non disputati | 0-0   |

## Vittorie contro le top-10 per stagione
| Stagione | 2014 | 2015 | 2016 | 2017 | 2018 | Totale |
| -------- | ---- | ---- | ---- | ---- | ---- | ------ |
| Vittorie | 1    | 0    | 0    | 0    | 1    | 2      |

| #    | Giocatrice      | Ranking | Evento                     | Superficie  | Turno  | Punteggio     | Rank. TBR |
| ---- | --------------- | ------- | -------------------------- | ----------- | ------ | ------------- | --------- |
| 2014 |                 |         |                            |             |        |               |           |
| 1.   | Simona Halep    | 10      | Fed Cup, Budapest          | Cemento (i) | EAZ RR | 1-6, 6-3, 7-5 | 83        |
| 2018 |                 |         |                            |             |        |               |           |
| 2.   | CoCo Vandeweghe | 9       | Australian Open, Melbourne | Cemento     | 1T     | 7-6(4), 6-2   | 51        |